# Liste der Beinamen Thors
Die Liste der Beinamen Thors enthält die Namen, die in der Edda und anderen altnordischen Dichtungen für den germanischen Hauptgott verwendet werden. Manche Namen werden nur in der Edda bestätigt und manche Namen findet man überall in den Quellen der nordischen Mythologie.
| Name                   | Eingedeutscht         | Bedeutung                    | Fundstelle                                                                                |
| ---------------------- | --------------------- | ---------------------------- | ----------------------------------------------------------------------------------------- |
| Ásabragr               | Asabrag               | „Asen-Fürst“                 | Þulur, Skírnismál (33)                                                                    |
| Ása-Þórr oder Ása-Thór | Asa-Thor              | -                            | Oft von Snorri betitelt, Hárbarðsljóð (52)                                                |
| Atli                   | -                     | „der Schreckliche“           | Þulur                                                                                     |
| Björn                  | Björn, Bjorn          | "Bär" oder "der Braune"      | Nafnaþulur, Lokrur I (5), III (6)                                                         |
| Einriði oder Eindriði  | Einridi oder Eindrid  | „der allein Reitende“        | Þulur, Haustlöng (19), Vellekla (15)                                                      |
| Ennilangr              | Ennilang              | „der mit der langen Stirne“  | Þulur                                                                                     |
| Harðvéurr              | Hardveur              | „der kräftige Schützer“      | Þulur                                                                                     |
| Hlóriði oder Hlórriði  | Hloridi oder Hlorridi | „der laute Reiter“           | Vellekla (15), Hymiskviða (4, 16, 27, 29, 37), Lokasenna (54), Thrymskviða (7, 8, 14, 31) |
| Öku -Þórr              | Öku-Thor              | „Wagen-Thor“                 | Gylfaginning (21, 44, 46)                                                                 |
| Rymr                   | Rym                   | „Lärm“                       | Þulur                                                                                     |
| Sönnungr               | Sönnung               | „der Wahrhaftige“?           | Þulur                                                                                     |
| Véuðr oder Véoðr       | Veud oder Veod        | mögliche Variante zu „Véurr“ | Þulur                                                                                     |
| Véurr                  | Veur                  | „Wächter des Heiligtums“?    | Hymiskviða (11, 17, 21), Völuspá                                                          |
| Vingþórr               | Vingthor              | Kampf-Thor                   | Þulur, Thrymskviða (1), Alvíssmál (6)                                                     |

Textstellen der Edda nach Grundtextausgabe Neckel/Kuhn 1983.